# Colo (film 2017)
Colo è un film portoghese del 2017, scritto e diretto da Teresa Villaverde.

## Trama
Lisbona. L'esistenza di una famiglia composta da padre, madre e figlia viene inesorabilmente compromessa dagli effetti della crisi economica, nonostante le apparenze di un passato dalla vita agiata. Così, mentre il padre disoccupato passa i giorni sul tetto a guardare verso un orizzonte che non offre un futuro, la madre è esausta dai doppi turni di lavoro cui è costretta a sottoporsi per pagare le bollette e la figlia adolescente si chiude sempre più in se stessa. Tutto questo porterà pian piano ognuno di loro a estraniarsi dalla famiglia, in un crescendo di tensione e senso di colpa.

## Commento della regista
«Il film è una riflessione molto presente e quasi serena sul nostro cammino comune di società europee di oggi, sul nostro isolamento, sulla nostra perplessità di fronte alle difficoltà che sorgono, sulla nostra vita nelle città e nelle nostre famiglie. È una tensione crescente che non esplode mai.» (Teresa Villaverde)

## Distribuzione
La première del film si è svolta il 15 febbraio 2017 al 67º festival di Berlino, in concorso nella selezione ufficiale.
In Italia, il film è stato presentato il 25 novembre 2017 al 35° Torino Film Festival, nella sezione "Onde".
In Portogallo, il film è uscito il 15 marzo 2018.